# Combourg
Combourg (bretonsko Komborn) je naselje in občina v severozahodnem francoskem departmaju Ille-et-Vilaine regije Bretanje. Leta 2012 je naselje imelo 5.739 prebivalcev.

## Geografija
Naselje leži v pokrajini Bretaniji ob reki Linon jugovzhodno od Saint-Maloja, 38 km severno od Rennesa.

## Uprava
Combourg je sedež istoimenskega kantona, v katerega so poleg njegove vključene še občine Bonnemain, Cuguen, Lanhélin, Lourmais, Meillac, Saint-Léger-des-Prés, Saint-Pierre-de-Plesguen, Trémeheuc in Tressé s 14.701 prebivalcem.
Kanton Combourg je sestavni del okrožja Saint-Malo.

## Zanimivosti
- trdnjava château de Combourg iz 11. do 15. stoletja,
- cerkev Marijinega Vnebovzetja iz leta 1859,
- Trg s kipom francoskega pisatelja Chateaubrianda.

- Château de Combourg
- Cerkev Marijinega Vnebovzetja

## Pobratena mesta
- Lillestrøm (Norveška)
- Waldmünchen (Bavarska, Nemčija).